# Schachweltmeisterschaft 2006
Die Schachweltmeisterschaft 2006 war der Zweikampf zwischen dem klassischen und von der Mehrheit der Schachwelt anerkannten Schachweltmeister Wladimir Kramnik und FIDE-Weltmeister Wesselin Topalow, der als Wiedervereinigungskampf die seit 1993 bestehende Spaltung des Weltmeistertitels beendete.
Der Wettkampf fand vom 23. September bis 13. Oktober 2006 im Baukomplex Chess City in der kalmückischen Hauptstadt Elista in Russland statt. Als Hauptschiedsrichter fungierte der Niederländer Geurt Gijssen. Weltmeister nach Schnellschach-Tiebreak wurde Kramnik.

## Hintergrund
Seit 1993 hatte es zwei rivalisierende Weltmeistertitel gegeben. Weltmeister Garri Kasparow hatte sich mit dem Weltschachbund FIDE überworfen, wurde abgesetzt und gründete die Konkurrenzorganisation Professional Chess Association, mit der er weiterhin den später so genannten „klassischen“ Weltmeistertitel beanspruchte. Die FIDE kürte weiterhin eigene „offizielle“ Weltmeister, die jedoch vom Großteil der Schachöffentlichkeit nicht anerkannt wurden. Im Lauf der Jahre gab es mehrere Anläufe, die beiden Titel wieder zu vereinigen, die jedoch erst 2006 von Erfolg gekrönt waren.

## Verlauf

### Spielbedingungen
Gespielt wurden zwölf Partien mit klassischer Turnierbedenkzeit (120 Minuten für die ersten 40 Züge, dann 60 Minuten für die nächsten 20 Züge, dann ab dem 61. Zug 15 Minuten für den Rest der Partie plus 30 Sekunden pro Zug).

### Zusammenfassung
Kramnik verlor einmal aufgrund des sogenannten „Toilettenkriegs“, einer Streiterei um Kramniks Nutzung der Toiletten, die einen der Höhepunkte im Nichterscheinen Kramniks zur fünften Partie fand, kampflos. Dies glich er jedoch später aus. Als nach zwölf Partien kein Sieger feststand, wurden vier Schnellpartien mit jeweils 25 Minuten und einem Zeitbonus von 10 Sekunden pro Zug gespielt. Die Farbverteilung löste Gijssen dadurch, dass Kramnik einen weißen Bauern in eine Hand und einen schwarzen Bauern in die andere Hand nahm und diese zur Faust ballte. Topalow zeigte dann auf eine Faust und erhielt in der ersten Schnellpartie die Farbe des darin befindlichen Bauern. Somit mussten keine Dritten in die Auslosung involviert werden. Kramnik entschied die Schnellpartien für sich. Bei einem weiterhin unentschiedenen Stand nach den vier Schnellpartien wären möglicherweise zwei Blitzpartien zu jeweils 5 Minuten mit einem Zeitbonus von 10 Sekunden pro Zug erfolgt. Es handelte sich um den ersten Tiebreak bei einer klassischen Schachweltmeisterschaft sowie um die einzige Weltmeisterschaft, bei der nur 1. d4 als erster Zug gespielt wurde.

### Partien
|                  | 01 | 02 | 03 | 04 | 05 | 06 | 07 | 08 | 09 | 10 | 11 | 12 | Stand | S1 | S2 | S3 | S4 | Stand | Gesamt |
| ---------------- | -- | -- | -- | -- | -- | -- | -- | -- | -- | -- | -- | -- | ----- | -- | -- | -- | -- | ----- | ------ |
| Wladimir Kramnik | 1  | 1  | ½  | ½  | −  | ½  | ½  | 0  | 0  | 1  | ½  | ½  | 6     | ½  | 1  | 0  | 1  | 2,5   | 8,5    |
| Wesselin Topalow | 0  | 0  | ½  | ½  | +  | ½  | ½  | 1  | 1  | 0  | ½  | ½  | 6     | ½  | 0  | 1  | 0  | 1,5   | 7,5    |

## Folgen
Die beiden Kontrahenten Kramnik und Topalow erhielten in der Folge erleichterte Teilnahmebedingungen für die Weltmeisterschaften: Kramnik nahm Topalows Platz bei der als Rundenturnier veranstalteten Schachweltmeisterschaft 2007 ein, bei der er den WM-Titel an Viswanathan Anand verlor. Gegen diesen spielte er im Jahr 2008 einen Revanchekampf, bei dem es ihm jedoch nicht gelang, den Weltmeistertitel zurückzuerobern.
Topalow erhielt direkten Zugang zum Kandidatenfinale 2009 gegen Gata Kamsky, den Sieger des Schach-Weltpokals 2007. Dieses gewann er und durfte nun in der Schachweltmeisterschaft 2010 gegen Anand um den Weltmeistertitel spielen. Er verlor den Wettkampf jedoch mit 5,5 - 6,5.